# Hold-up en jupons
Pour plus de détails, voir Fiche technique et Distribution.
Hold-up en jupons (Easy Money) est un film américain, sorti en 1983.

## Fiche technique
- Titre original : Easy Money
- Titre français : Hold-up en jupons
- Réalisation : James Signorelli
- Scénario : Rodney Dangerfield, Michael Endler, P. J. O'Rourke et Dennis Blair
- Musique : Laurence Rosenthal
- Pays d'origine : États-Unis
- Format : Couleurs - 1,85:1 - Mono
- Genre : comédie
- Date de sortie : 1983

## Distribution
- Rodney Dangerfield : Monty Capuletti
- Joe Pesci : Nicky Cerone
- Geraldine Fitzgerald : Mme Monahan
- Candice Azzara : Rose Capuletti
- Val Avery : Louie le barman
- Tom Noonan : Paddy
- Taylor Negron : Julio
- Lili Haydn : Belinda Capuletti
- Jeffrey Jones : Clive Barlow
- Tom Ewell : Scrappleton
- Jennifer Jason Leigh : Allison Capuletti
- Jeff Altman : Bill Jones
- Arch Johnson : Vendeur à l'armurerie
- Dennis Blair : Critique de mode
- Mary Pat Gleason : Party Mother
- Filomena Spagnuolo : la grand-mère de Fat Anthony
- Sid Raymond : Bet Taker
- Jessica James : la vendeuse
- Bill Hindman : Majordome du yacht
- Paul Herman : Propriétaire du bar
- Frank Vincent (non crédité)